# Sala Conservas
La Sala Conservas, oberta per l'activista italiana Simona Levi el 1993, era un espai escènic independent situat al carrer de Sant Pau, 58 del Raval de Barcelona, en un edifici del primer terç del segle xix. Actualment, el local ha estat traspassat i el rètol ha desaparegut.

## Història i descripció
Situada entre grans equipaments culturals com el Liceu i la nova seu de la Filmoteca de Catalunya, havia estat anteriorment una botiga on es venien conserves, i de la qual es mantenia el rètol original, en una planta baixa característica, allargada i estreta que envolta un celobert, amb l'entresolat enretirat. El local s'organitzava en un llarg espai diàfan, i al fons se situava la sala principal de 45 m² i 5,6 m d'alçària, amb un espai de control tècnic. Disposava d'altres sales de treball, magatzem i cuina.
Les primeres activitats que va acollir el local van ser les jornades Comicomer (1996-2000). Entre el 2001 i el 2009, Conservas va organitzar el Festival Inn Motion, un biennal inscrit en el Festival Grec, amb propostes de l'escena avantguardista (va programar entre altres Bob Squad, Big Art Group, Critical Art Ensemble i Natural Theatre Company). L'edició de l'Inn Motion de 2011, celebrada el mes de maig, va tenir un format menor.
Darrerament, des de Conservas s'havien promogut seminaris, debats i campanyes centrades en els drets digitals i l'art a Internet. A la sala hi tenien la seu diversos col·lectius i s'hi promovien esdeveniments escènics i reivindicatius, com els oXcars, de la Xnet.
A finals de 2018, la sala va tancar definitivament per manca de finançament.